# Minuskel 6
Minuskel 6 (in der Nummerierung nach Gregory-Aland), δ 356 (von Soden) ist eine griechische Minuskelhandschrift des Neuen Testaments auf 235 Pergamentblättern (14,4 × 10,5 cm). Mittels Paläographie wurde das Manuskript auf das 13. Jahrhundert datiert.

## Beschreibung
Die Handschrift wurde einspaltig in 29 bis 47 Zeilen je Seite geschrieben. Die Buchstaben sind elegant und klein ausgeführt.
Der Kodex enthält mit einigen Lakunen (Lücken) das Neue Testament, jedoch ohne die Offenbarung des Johannes. Die katholischen Briefe sind vor den Paulusbriefen angeordnet. Das Manuskript enthält ein Synaxarion mit der Liturgie Johannes Chrysostomos, κεφαλαια, den the Euthalischen Apparatus, στιχοι und Ornamente.

## Text
Der griechische Text der Katholischen Briefe und der Paulusbriefe repräsentiert den Alexandrinischen Texttyp mit zahlreichen fremden Lesarten. Aland ordnete ihn in Kategorie III ein. Der Text gehört zur Familie 1739. Die restlichen Bücher des Neuen Testaments (Evangelien und Apostelgeschichte) repräsentieren den Byzantinischen Texttyp und sind nahe an Minuskel 4 und Minuskel 75. Diesen Teil ordnete Aland in Kategorie V ein.
Besondere Lesarten:
- in Römer 3:12 fehlt ουκ εστιν — B, 6, 424**, 1739
- in 1. Korinther 1:14 fehlt τω θεω — א* B, 6, 424**, 1739
- in Galater 1:15 fehlt και καλεσας δια της χαριτος αυτου — {\displaystyle {\mathfrak {P}}}46, 6, 424**, 1739, 1881
- in Epheser 1:1 fehlt εν εφεσω — {\displaystyle {\mathfrak {P}}}46, B, 6, 424**, 1739
- in Epheser 4:28 fehlt ταις (ιδιαις) χερσιν — P, 6, 424**, 1739, Minuskel 1881
- in Epheser 5:31 fehlt και προσκολληθησεται προς την γυναικα αυτου — 6, 1739*, Origenes, Hieronymus
- in 1 Timotheus 3:14 fehlt προς σε (εν) — (F, G), 6, 263, 424**, 1739, 1881
- in 2 Timotheus 4:8 fehlt πασσι — D**, 6, 424**, (1739), 1881, lat. Ambrosiaster
- in Hebräer 5:12 fehlt τινα — Unzial 075, 6, 424**, 1739, 1881

## Geschichte
Minuskel 6 wurde von Robert Estienne in seiner Editio Regia verwendet und mit ε' referenziert. Sie wurde von Wettstein, Griesbach und Scholz weiter untersucht. In der 27. Ausgabe des Novum Testamentum Graece von Nestle-Aland wird sie nur zweimal zitiert (1. Kor 11:24; 15:6).
Der Kodex wird in der Bibliothèque nationale de France (Gr. 112) in Paris aufbewahrt.